# Szonár

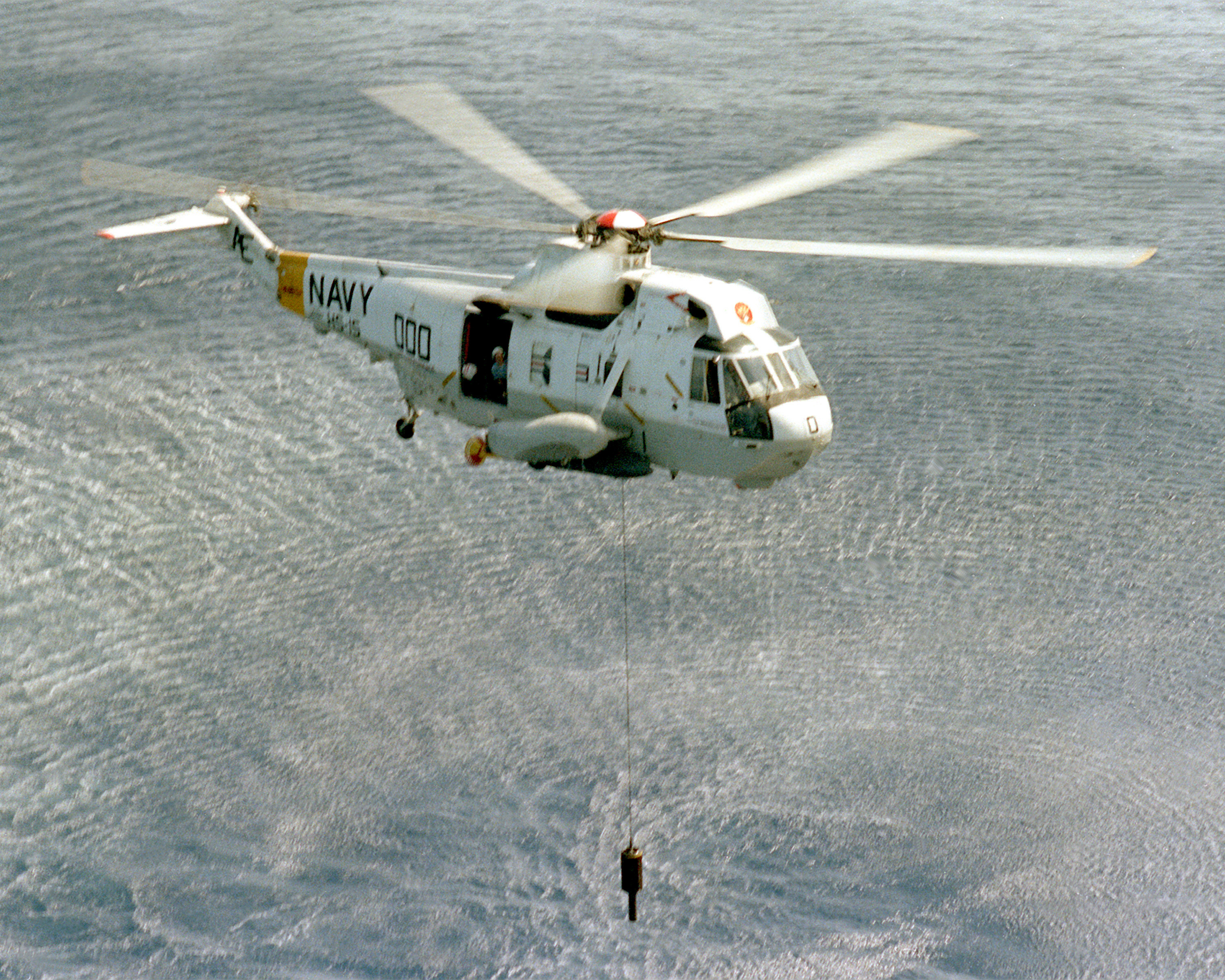
Egy amerikai SH-3H Sea King helikopter AN/AQS-13 típusú szonárt ereszt a vízbe

A szonár (angol rövidítés: sonar - „sound navigation and ranging”, jelentése = hanggal való navigáció és felderítés) vízalatti műveleteknél a legfontosabb érzékelő, felderítő, navigáló eszköz (kisebb részben kommunikációs célra is használható). Néha hangradarként is hivatkoznak rá.

## Története
1942 elejére az USA partjaitól keletre a németek mintegy félmillió tonna vízkiszorítású amerikai és szövetséges hajót süllyesztettek el. Emiatt kezdődött a szonár, a víz alatti radar kifejlesztése amerikai és brit közreműködéssel. Akkori neve „Asdic” volt (Asdic: Allied Submarine Detection Investigating Committee = szövetséges tengeralattjáró-felderítő vizsgálóbizottság). A szonár alkalmazásával lehetővé vált a német tengeralattjárók korai felismerése, és az amerikai haditengerészet part menti hajói egyre javuló hatékonysággal szálltak szembe velük. 1943-ra kiegyenlítődtek az erőviszonyok: az elsüllyesztett német tengeralattjárók száma megegyezett a Szövetséges erők elsüllyedt hajóinak számával. Az Atlanti csata végére a németek 1175 tengeralattjáróból 781-et elvesztettek, ebből 191-et az amerikai haditengerészet süllyesztett el. A második világháború alatt a német tengeralattjárókon szolgáló tengerészek 75%-a meghalt.

## Működési elve
A szonár hanghullámokat alkalmaz, amik vízben nagyobb sebességgel és nagyobb távolságra terjednek, mint levegőben.
A szonár elve bármely összenyomhatatlan folyadékban alkalmazható, jelen szócikk elsősorban a katonai alkalmazásokat tárgyalja, amik a sós vizű óceánokban valósulnak meg.
A hanghullámok levegőben 21 °C-on 344 m/s sebességgel terjednek és energiájukat gyorsan elveszítik. A hanghullám vízben való terjedési sebessége függ a víz hőmérsékletétől és sótartalmától. A vízben való terjedési sebesség jellemzően 1500 m/s. Míg a levegőben a csillapítás 50 dB/km, vízben ez 0,1 dB/km alatti érték (a frekvenciától függ). Így azonos energiát feltételezve a hanghullám vízben mintegy 500-szor akkora távolságot tesz meg, mint levegőben (sőt, még ennél nagyobb is lehet, ha különleges hatások állnak elő, például ha mélyvízi csatornákban való terjedésről van szó).

## A radar és a szonár közötti különbség
Míg a radar rádióhullámok (3 MHz – 110 GHz frekvencia, 100 m – 2,7 mm hullámhossz) visszaverődésének érzékelése alapján működik, addig a szonár hanghullámokat alkalmaz.

## Fajtái
A radarhoz hasonlóan létezik aktív és passzív szonár. Aktív szonár esetén a berendezés rövid idejű hangimpulzust hoz létre, majd a visszaverődő hanghullámokat érzékeli. Passzív szonár esetén csak érzékelés történik, kisugárzás nem.
A hanghullám energiájának elnyelődése nagyban függ a hullám frekvenciájától. Például egy 20 kHz-es hang 4-szer jobban elnyelődik, mint egy 10 kHz-es. Vagyis alacsonyabb frekvencia esetén nagyobb észlelési távolság érhető el. Ugyanakkor azonban nagyobb felbontási igény esetén nagyobb frekvencia alkalmazása szükséges. A pontossági igénynek és a szükséges távolságnak megfelelően választják meg az alkalmazott frekvenciát.
Az aktív szonár hallható hangot bocsát ki 5 és 20 kHz között, a kiadott impulzus 12,5-től 700 ezredmásodperc közötti. Az impulzust „ping”-nek nevezik, a folyamatot „pingelés”-nek vagy „pendítés”-nek. A torpedókban lévő szonár frekvenciája magasabb, 20–35 kHz körüli, a rövidebb távolság és a magasabb pontosságigény miatt.
A víz alatt nem csak a tengeralattjárók, hanem bálnák és egyéb élőlények is bocsátanak ki hangokat, illetve természeti folyamatok, például vulkánok vagy szeizmikus mozgások is.

## Alkalmazása
Szonár megtalálható minden (katonai) tengeralattjáróban, de sok hajón is, sőt helikopterhez is csatlakoztatható speciális szonár (ami hosszú kábelen a vízbe lóg), repülőgépről pedig nagy számú, olcsó, passzív szonárt dobnak a vízre (angol nevük sonobuoy), amik a mélyben haladó tengeralattjárók hangját érzékelik és továbbítják a repülőgép felé.
A felszíni hajókon a szonár nagy számú hangsugárzóból és mikrofonból áll, amik elrendezése kör alakú, vagy egymásra merőleges egyenesekből áll.
A térképészetben és régészetben a szonár víz alatti területek háromdimenziós feltérképezésére használható.
Kisebb, kézben tartható méretben búvárok, vagy akár horgászok is alkalmazzák (ez utóbbi neve: „halradar”).

## Felhasználása
Egy tengeralattjáró jellemzően passzív szonárt alkalmaz, vagyis „figyel”, begyűjti a hanghullámokat és speciális számítógépes programmal elemzi azokat. Aktív szonár alkalmazása csak indokolt esetben történhet, hiszen ilyenkor a kibocsátó a saját pozícióját felfedi az esetleges ellenség előtt.
A tengeralattjáró haladása valamilyen hajtóművel történik, ami általában propellert hajt meg. A propeller gyors mozgása során a vízben buborékok keletkezhetnek, amik a víznyomás hatására összeroppannak, vagyis kavitáció lép fel, ez pedig jellegzetes és viszonylag erős hanghatással jár. A hajó belsejében működő egyéb forgó, mechanikus szerkezetek is kelthetnek a hajótesten kívül is észlelhető hangot, sőt még a legénység hangja is hallható lehet. Ezek a hangok a vízben nagy távolságra eljutnak.
A hang terjedése a vízben nem egyenes vonalban történik, hanem a különböző tulajdonságú vízrétegek határán megtörik vagy visszaverődik, ezért ezeket a hatásokat számításba kell venni a hangforrás helyének meghatározásánál.
Érdekesség, hogy a nagyobb bálnák bizonyos hangjai összetéveszthetők a tengeralattjárók hangjaival, sőt egyes környezetvédők szerint a szonárok hangja megzavarja az állatok navigációját, ezért az állatok a sekély vízbe tévednek és ott megfulladnak (jellemzően bálnákról és delfinekről van szó).
A szonár alkalmazása mellett a katonai vízijárművek mágneses anomália-detektort is használnak az ellenséges tengeralattjárók felderítésére. Ennek működése azon alapszik, hogy a Föld mágneses terében haladó nagyméretű fémtest zavart kelt, ami megfelelő műszerekkel észlelhető.

## Elhárítása
Szonár alkalmazása ellen kétféle megközelítés létezik: a beérkező hanghullámok elnyelése vagy szétszórása, illetve hangkeltő eszközök kibocsátása, amik megtévesztik az ellenséget.